# Máquina de Bonetti
A máquina de Bonetti é uma Máquina Eletrostática de alta tensão desenvolvida em 1894. Tecnicamente é uma versão da Máquina de Wimshurst, porém não possui setores metálicos nos discos, possibilitando um aumento significante de tensão de saída da máquina. A ausência dos setores metálicos faz com que a máquina precise de uma "excitação" externa para funcionar. É comum a máquina possuir escovas metálicas múltiplas nas barras neutralizadoras. Esta máquina pode facilmente produzir faíscas ou descargas elétricas com o comprimento de mais da metade do diâmetro dos discos, sendo assim uma das "poderosas" máquinas eletrostáticas de indução (ou influência).